# Nowthen
Nowthen – miasto w Stanach Zjednoczonych, w stanie Minnesota, w hrabstwie Anoka.